# المخزن (أبين)

تعديل مصدري - تعديل

المخزن هي مدينة صغيرة في مديرية خنفر بمحافظة أبين اليمنية، بلغ تعداد سكانها 7950 نسمة حسب الإحصاء الذي أجري عام 2004.